# Битва в долине Нашан
Битва в долине Нашан (фр. Bataille de Na San) — бои во время Индокитайской войны между французскими войсками и Вьетминем в период с 23 ноября по 2 декабря 1952 года в районе долины Нашан (провинция Шонла в северном Вьетнаме).
В 1951 году, благодаря китайским поставкам оружия и обучению, в регулярных вооруженных силах Вьетминя насчитывалось около 110 000 солдат. В октябре 1952 года вьетнамский военачальник Во Нгуен Зяп решил проникнуть в непроходимый и малоосвоенный высокогорный район к северо-западу от дельты вокруг Ханоя. Целью операции было создать сухопутную связь с Лаосом. Зяп и его китайские военные советники рассматривали эту страну как потенциальную зону боевых действий. В середине октября войска Вьетминя начали массированное наступление по направлению на юг тремя своими дивизиями (308, 312 и 316), которые форсировали Красную реку.
Главнокомандующий французских войск в Индокитае, генерал Рауль Салан принял решение об эвакуации войск, находящихся на севере, за реку Да, одновременно отдав приказ укрепить долину Нашан, где он планировал отбить вьетнамское наступление. База Нашан, снабжаемая только с воздуха, должна была привлечь вьетнамские атаки и, воспользовавшись огневым превосходством французов, нанести противнику тяжелые потери ударами артиллерии и авиации. Командование над войсками, дислоцированными в долине Нашан, получил генерал Жан Жиль. В его распоряжении было девять пехотных батальонов. Существующий там небольшой военный пост вместе с взлетно-посадочной полосой был окружен множеством отдельных опорных пунктов, которые соединялись между собой окопами с колючей проволокой. В начале ноября французы предприняли атаку между реками Хонгха и Да (Операция «Lorraine»), которая задержала наступление вьетнамцев.
23 ноября произошёл первый бой. Перед началом боёв разведка Вьетминя недооценила численность французов, и когда 308-я дивизия пошла в атаку, то была легко отбита. В течение следующих дней вьетнамские войска неоднократно атаковали с разных направлений и смогли захватить отдельные пункты, но через несколько часов были отбиты контратаками. Когда 1 и 2 декабря массированные атаки Вьетминя были отбиты, Зяп начал отвод своих войск.
Важную роль в победе французских войск сыграла полевая артиллерия и поддержка с воздуха, без которых, как заявил после боя генерал Салан, невозможно было бы победить под Нашаном.
В августе 1953 года Нашан был обойден Вьетминем и эвакуирован французскими войсками.